# Olympische Sommerspiele 2016/Schwimmen – 50 m Freistil (Frauen)
Der Wettbewerb über 50 Meter Freistil der Frauen bei den Olympischen Spielen 2016 in Rio de Janeiro wurde am 12. und 13. August 2016 im Olympic Aquatics Stadium ausgetragen. 91 Athletinnen aus 76 Ländern nahmen daran teil.
Es fanden zehn Vorläufe statt. Die 16 schnellsten Schwimmerinnen aller Vorläufe qualifizierten sich für die zwei Halbfinals, die am gleichen Tag ausgetragen wurden. Für das Finale qualifizierten sich die acht zeitschnellsten Schwimmerinnen beider Halbfinals.
Abkürzungen:

WR = Weltrekord, OR = olympischer Rekord, NR = nationaler Rekord

ER = Europarekord, NAR = Nordamerikarekord, SAR = Südamerikarekord, ASR = Asienrekord, AFR = Afrikarekord, OZR = Ozeanienrekord

## Bestehende Rekorde
| Weltrekord         | Britta Steffen ( Deutschland)      | 23,73 s | Rom, Italien                   | 2. August 2009 |
| Olympischer Rekord | Ranomi Kromowidjojo ( Niederlande) | 24,05 s | London, Vereinigtes Königreich | 4. August 2012 |

## Titelträger
| Olympiasieger     | Ranomi Kromowidjojo ( Niederlande) | 24,05 s | London 2012 |
| Weltmeister       | Bronte Campbell ( Australien)      | 24,12 s | Kasan 2015  |
| Europameister     | Ranomi Kromowidjojo ( Niederlande) | 24,07 s | London 2016 |
| Deutscher Meister | Dorothea Brandt                    | 24,66 s | Berlin 2016 |

## Vorlauf

### Vorlauf 1
| Platz | Name              | Nation                       | Zeit    | Anmerkung |
| ----- | ----------------- | ---------------------------- | ------- | --------- |
| 1     | Ei Ei Thet        | Myanmar                      | 30,25 s |           |
| 2     | Nada Albedwawi    | Brunei                       | 32,28 s |           |
| 3     | Fatema Almahmeed  | Vereinigte Arabische Emirate | 33,42 s |           |
| 4     | Bunturabie Jalloh | Sierra Leone                 | 39,93 s |           |

### Vorlauf 2
| Platz | Name                    | Nation                       | Zeit    | Anmerkung |
| ----- | ----------------------- | ---------------------------- | ------- | --------- |
| 1     | Anastassija Tjurina     | Tadschikistan                | 31,15 s |           |
| 2     | Laraïba Seibou          | Benin                        | 33,01 s |           |
| 3     | Stefan Bellore Sangala  | Republik Kongo               | 33,71 s |           |
| 4     | Roukaya Moussa Mahamane | Niger                        | 35,60 s |           |
| 5     | Haneen Ibrahim          | Sudan                        | 36,23 s |           |
| 6     | Chloé Sauvourel         | Zentralafrikanische Republik | 37,15 s |           |
| 7     | Nazlati Mohamed         | Komoren                      | 37,66 s |           |
| 8     | Mariama Djoulde Sow     | Guinea                       | 39,85 s |           |

### Vorlauf 3
| Platz | Name                      | Nation       | Zeit    | Anmerkung |
| ----- | ------------------------- | ------------ | ------- | --------- |
| 1     | Dirngulbai Misech         | Palau        | 29,19 s |           |
| 2     | Angelika Ouedraogo        | Burkina Faso | 29,44 s |           |
| 3     | Sonia Aktar               | Bangladesch  | 29,99 s |           |
| 4     | Rahel Fseha Gebresilassie | Äthiopien    | 32,51 s |           |
| 5     | Siri Budcharern Arun      | Laos         | 32,55 s |           |
| 6     | Adzo Kpossi               | Togo         | 33,44 s |           |
| 7     | Elsie Uwamahoro           | Burundi      | 33,70 s |           |
| 8     | Fatoumata Samassékou      | Mali         | 33,71 s |           |

### Vorlauf 4
| Platz | Name             | Nation                             | Zeit    | Anmerkung       |
| ----- | ---------------- | ---------------------------------- | ------- | --------------- |
| 1     | Colleen Furgeson | Marshallinseln                     | 28,16 s |                 |
| 2     | Jesüigiin Bajar  | Mongolei                           | 28,40 s |                 |
| 3     | Miri Alatrash    | Palästina                          | 28,76 s |                 |
| 4     | Hem Thon Vitiny  | Kambodscha                         | 29,37 s |                 |
| 5     | Magdalena Moshi  | Tansania                           | 29,44 s |                 |
| 6     | Ammara Pinto     | Malawi                             | 30,32 s |                 |
| 7     | Debra Daniel     | Föderierte Staaten von Mikronesien | 30,83 s |                 |
| –     | Awa Ly N’diaye   | Senegal                            | —       | Disqualifiziert |

### Vorlauf 5
| Platz | Name               | Nation                        | Zeit    | Anmerkung       |
| ----- | ------------------ | ----------------------------- | ------- | --------------- |
| 1     | Faye Sultan        | Unabhängige Olympiateilnehmer | 26,86 s |                 |
| 2     | Naomy Grand'Pierre | Haiti                         | 27,46 s |                 |
| 3     | Samantha Roberts   | Antigua und Barbuda           | 27,95 s |                 |
| 4     | Noura Mana         | Marokko                       | 28,20 s |                 |
| 5     | Irene Prescott     | Tonga                         | 28,68 s |                 |
| 6     | Jamila Sanmoogan   | Guyana                        | 28,88 s |                 |
| 7     | Lianna Swan        | Pakistan                      | 29,02 s |                 |
| –     | Monika Vasilyan    | Armenien                      | —       | Nicht gestartet |

### Vorlauf 6
| Platz | Name             | Nation                   | Zeit    | Anmerkung |
| ----- | ---------------- | ------------------------ | ------- | --------- |
| 1     | Karen Torrez     | Bolivien                 | 26,16 s |           |
| 2     | Naomi Ruele      | Botswana                 | 26,23 s |           |
| 3     | Elinah Phillip   | Britische Jungferninseln | 26,26 s |           |
| 4     | Baean Jouma      | Syrien                   | 26,41 s |           |
| 5     | Talita Baqlah    | Jordanien                | 26,48 s |           |
| 6     | Rebecca Heyliger | Bermuda                  | 26,54 s |           |
| 7     | Nicola Muscat    | Malta                    | 26,60 s |           |
| 8     | Dorian McMenemy  | Dominikanische Republik  | 27,37 s |           |

### Vorlauf 7
| Platz | Name                    | Nation            | Zeit    | Anmerkung |
| ----- | ----------------------- | ----------------- | ------- | --------- |
| 1     | Susann Bjørnsen         | Norwegen          | 25,05 s |           |
| 2     | Julie Meynen            | Luxemburg         | 25,12 s |           |
| 3     | Liliana Ibáñez López    | Mexiko            | 25,25 s |           |
| 4     | Isabella Arcila Hurtado | Kolumbien         | 25,35 s |           |
| 5     | Alexandra Touretski     | Schweiz           | 25,66 s |           |
| 6     | Camille Cheng           | Hongkong          | 25,92 s |           |
| 7     | Allyson Ponson          | Aruba             | 26,00 s |           |
| 8     | Lin Pei-Wun             | Chinesisch Taipeh | 26,41 s |           |

### Vorlauf 8
| Platz | Name               | Nation      | Zeit    | Anmerkung |
| ----- | ------------------ | ----------- | ------- | --------- |
| 1     | Vanessa García     | Puerto Rico | 24,94 s |           |
| 2     | Mélanie Henique    | Frankreich  | 25,36 s |           |
| 3     | Zohar Hen Shikler  | Israel      | 25,38 s |           |
| 4     | Erika Ferraioli    | Italien     | 25,40 s |           |
| 5     | Anna Dowgiert      | Polen       | 25,54 s |           |
| 6     | Birgit Koschischek | Österreich  | 25,58 s |           |
| 7     | Yayoi Matsumoto    | Japan       | 25,73 s |           |

### Vorlauf 9
| Platz | Name                            | Nation       | Zeit    | Anmerkung |
| ----- | ------------------------------- | ------------ | ------- | --------- |
| 1     | Inge Dekker                     | Niederlande  | 24,77 s |           |
| 2     | Farida Osman                    | Ägypten      | 24,91 s | AFR       |
| 3     | Julija Chitraja                 | Belarus      | 25,18 s |           |
| 4     | Aleksandra Urbańczyk-Olejarczyk | Polen        | 25,28 s |           |
| 5     | Theodora Drakou                 | Griechenland | 25,36 s |           |
| 6     | Andrea Murez                    | Israel       | 25,41 s |           |
| 7     | Rikako Ikee                     | Japan        | 25,45 s |           |
| 8     | Darja Stepanjuk                 | Ukraine      | 25,67 s |           |

### Vorlauf 10
| Platz | Name                     | Nation             | Zeit    | Anmerkung |
| ----- | ------------------------ | ------------------ | ------- | --------- |
| 1     | Aljaksandra Herassimenja | Belarus            | 24,42 s |           |
| 2     | Abbey Weitzeil           | Vereinigte Staaten | 24,48 s |           |
| 3     | Chantal van Landeghem    | Kanada             | 24,57 s |           |
| 3     | Ranomi Kromowidjojo      | Niederlande        | 24,57 s |           |
| 5     | Liu Xiang                | China              | 24,91 s |           |
| 6     | Anna Santamans           | Frankreich         | 24,93 s |           |
| 7     | Flóra Molnár             | Ungarn             | 25,07 s |           |
| 8     | Graciele Herrmann        | Brasilien          | 25,60 s |           |

### Vorlauf 11
| Platz | Name                  | Nation             | Zeit    | Anmerkung |
| ----- | --------------------- | ------------------ | ------- | --------- |
| 1     | Francesca Halsall     | Großbritannien     | 24,26 s |           |
| 2     | Jeanette Ottesen      | Dänemark           | 24,48 s |           |
| 3     | Cate Campbell         | Australien         | 24,52 s |           |
| 4     | Simone Manuel         | Vereinigte Staaten | 24,71 s |           |
| 5     | Therese Alshammar     | Schweden           | 24,73 s |           |
| 6     | Etiene Medeiros       | Brasilien          | 24,82 s |           |
| 7     | Silvia Di Pietro      | Italien            | 24,89 s |           |
| 8     | Rosalija Nasretdinowa | Russland           | 24,94 s |           |

### Vorlauf 12
| Platz | Name                       | Nation      | Zeit    | Anmerkung       |
| ----- | -------------------------- | ----------- | ------- | --------------- |
| 1     | Pernille Blume             | Dänemark    | 24,23 s |                 |
| 2     | Bronte Campbell            | Australien  | 24,45 s |                 |
| 3     | Sarah Sjöström             | Schweden    | 24,66 s |                 |
| 4     | Arianna Vanderpool-Wallace | Bahamas     | 24,77 s |                 |
| 4     | Dorothea Brandt            | Deutschland | 24,77 s |                 |
| 6     | Michelle Williams          | Kanada      | 24,91 s |                 |
| 7     | Natalia Lovtcova           | Russland    | 25,55 s |                 |
| –     | Chen Xinyi                 | China       | —       | Nicht gestartet |

## Halbfinale

### Lauf 1
| Platz | Name                       | Nation         | Zeit    | Anmerkung |
| ----- | -------------------------- | -------------- | ------- | --------- |
| 1     | Francesca Halsall          | Großbritannien | 24,41 s |           |
| 2     | Bronte Campbell            | Australien     | 24,43 s |           |
| 3     | Etiene Medeiros            | Brasilien      | 24,45 s | SAR       |
| 4     | Arianna Vanderpool-Wallace | Bahamas        | 24,60 s |           |
| 5     | Chantal van Landeghem      | Kanada         | 24,61 s |           |
| 6     | Jeanette Ottesen           | Dänemark       | 24,62 s |           |
| 7     | Sarah Sjöström             | Schweden       | 24,69 s |           |
| 8     | Therese Alshammar          | Schweden       | 24,72 s |           |

### Lauf 2
| Platz | Name                     | Nation             | Zeit    | Anmerkung |
| ----- | ------------------------ | ------------------ | ------- | --------- |
| 1     | Pernille Blume           | Dänemark           | 24,28 s |           |
| 2     | Cate Campbell            | Australien         | 24,32 s |           |
| 3     | Ranomi Kromowidjojo      | Niederlande        | 24,39 s |           |
| 4     | Simone Manuel            | Vereinigte Staaten | 24,44 s |           |
| 5     | Aljaksandra Herassimenja | Belarus            | 24,53 s |           |
| 6     | Abbey Weitzeil           | Vereinigte Staaten | 24,67 s |           |
| 7     | Dorothea Brandt          | Deutschland        | 24,71 s |           |
| 8     | Inge Dekker              | Niederlande        | 25,31 s |           |

## Finale
14. August 2016, 03:03 MEZ
| Platz | Name                     | Nation             | Zeit    | Anmerkung |
| ----- | ------------------------ | ------------------ | ------- | --------- |
| 1     | Pernille Blume           | Dänemark           | 24,07 s | NR        |
| 2     | Simone Manuel            | Vereinigte Staaten | 24,09 s |           |
| 3     | Aljaksandra Herassimenja | Belarus            | 24,11 s | NR        |
| 4     | Francesca Halsall        | Großbritannien     | 24,13 s |           |
| 5     | Bronte Campbell          | Australien         | 24,15 s |           |
| 6     | Ranomi Kromowidjojo      | Niederlande        | 24,19 s |           |
| 7     | Cate Campbell            | Australien         | 24,42 s |           |
| 8     | Etiene Medeiros          | Brasilien          | 24,69 s |           |